# Banco Macro
Banco Macro és un banc de capitals privats argentins. Va començar a operar l'any 1988 com a entitat bancària i compta amb una àmplia xarxa de sucursals i caixers automàtics a tot el país, cosa que li permet brindar serveis bancaris a una àmplia base de clients. Actualment és el segon banc privat més gran d'Argentina.
Inicialment el 1978, Macro va iniciar les seves activitats com una entitat financera no bancària i el 1988 Macro va ser autoritzat pel Banc Central de la República Argentina per funcionar com a banc comercial. Al febrer d'aquell any es va inscriure el canvi de denominació social per la de Banc Macro SA. Actualment el hòlding del Banc Macro està format per Macro Bank Limited, Macro Securities SA. Societat de Borsa, Macro Fiducia S.A., Banc Privat d'Inversions S.A. i Macro Fons S.A, Macro Securities, de la Fundació Macro Bansud i de Sud Inversions i Anàlisi.
El Grup Macro compta amb 7.925 empleats, 1.772 caixers automàtics, 957 terminals d'autoservei i una estructura de més de 500 punts d'atenció.

## História
Banco Macro va iniciar les seves operacions com a Financera Macro, una corredora de borsa especialitzada en arbitratge fundada per Mario Brodersohn, José Dagnino Pastore i Alieto Guadagni, en 1976. La institució va ser adquirida per un arbitratgista competidor, Jorge Brito, en 1985. l'autorització per operar com a banc comercial pel Banc Central d'Argentina el 1988, Banco Macro va operar com a banc majorista fins a 1995, convertint-se en pioner en el mercat argentí de bons corporatius. Durant aquest interinat, el seu negoci va girar al voltant d'inversions al mercat monetari, negociació de bons governamentals i corporatius i serveis financers per a empreses mitjanes i grans.
El desembre del 2001, Macro va adquirir el 60% del Banc Bansud, entitat líder al sud d'Argentina, amb una important trajectòria a la seva àrea d'influència i una important xarxa de sucursals, però que s'havia vist afectada per la crisi econòmica i financera d'aquell any. Després de la compra a l'agost del 2002 de Scotiabank, Macro va adquirir les accions restants del Banco Bansud i, el desembre del 2004, va adquirir Nuevo Banco Suquia SA, convertint-se en el tercer banc privat argentí en termes d'actius nets, el quart en termes de dipòsits i el cinquè en termes de crèdit pendent al sector privat.

## Xarxa de caixers automàtics i banca electrònica
Macro utilitza caixers automàtics de la xarxa Banelco. Actualment, posseeix 1772 caixers i més de 957 terminals d'autoservei.

## Controvèrsies
El 2015 la Comissió Nacional de Valors d'Argentina, va disposar la suspensió preventiva d'operacions bancàries per no realitzar auditories contra el rentat de diners. Tot i això, el banc va assegurar que va complir amb totes les normes de l'organisme i una setmana més tard la suspensió va ser aixecada.